# Anna Nakwaska

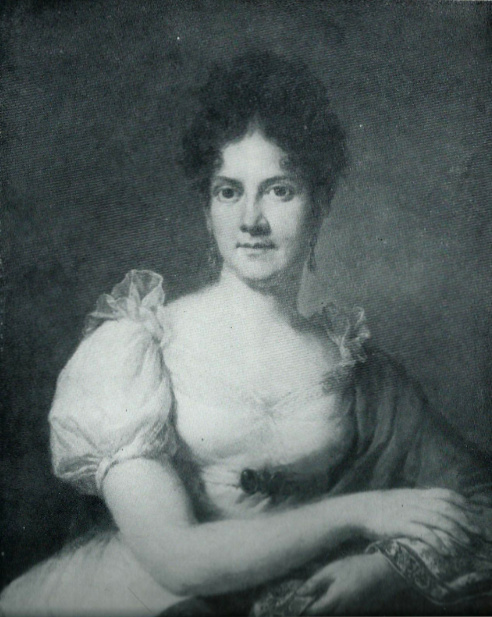
Marcello Bacciarelli, Retrato de Anna Nakwaska 1815

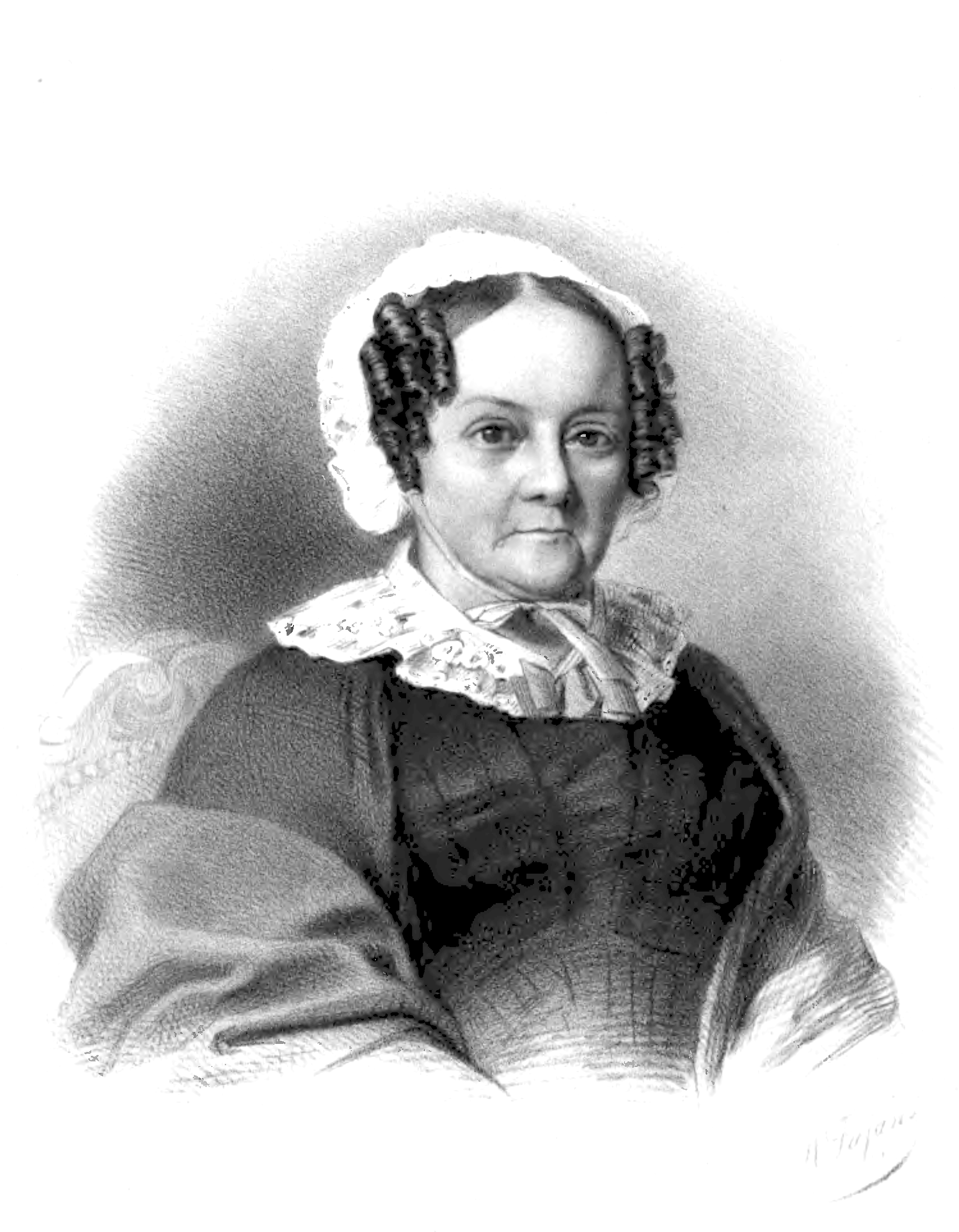
Anna Nakwaska en la madurez

Anna Nakwaska, de soltera Krajewska (Varsovia, 28 de marzo de 1781 -Mała Wieś (powiat de Płock), 21 de octubre de 1851) fue una escritora de ficción, memorista, autora de libros infantiles y pedagoga polaca.

## Biografía
Nació como hija de Stanisław Kostka Krajewski, cortesano real, y de su esposa Franciszka, de soltera Kluszewska. Fue educada en casa en Varsovia y en la casa de campo de sus padres. Todas sus clases eran en francés. Se casó con un senador, Franciszek Salezy Nakwaski, que a partir de 1799 fue prefecto de la región de Varsovia en el Ducado de Polonia y luego pasó a Voyevoda en la Polonia del Congreso. El matrimonio tuvo un hijo, Henryk, nacido en 1800, que más tarde se convertiría en activista político y emigrante en Francia. Al principio vivían en Lipnice, cerca de Płock, pero viajaban a menudo a la capital, donde ella era miembro de la Sociedad en el Palac pod Blacha y participaba activamente en su vida cultural. En la casa de Stanisław Sołtyk, conoció a personas como, Franciszek Salezy Dmochowski, L. Osiński y Onufry Kopczyński. Durante el periodo del Ducado, fue inspectora de escuelas de niñas y miembro del comité que supervisaba la educación de las mujeres. Al mismo tiempo, prosiguió sus estudios de lengua y literatura polacas. Tras el colapso del Levantamiento de Noviembre, pasaba los meses de verano en la finca de Mała Wieś y regresaba a Varsovia en los meses de invierno. En 1837 se marchó a Suiza y, después de 7 años, en 1844 visitó la Baja Silesia y Breslavia haciendo una parada para curarse en Szczawnica.

## Creatividad
Desde 1816 había establecido un salón literario en Varsovia, que gozó de gran popularidad durante muchos años. Escribió novelas (Czarna mara, Obraz warszawskiego społeczeństwa w dwóch powieściach spisany), cuentos infantiles y ficción histórica basada en el levantamiento (Aniela, czyli Ślubna obrączka, Powstaniec litewski). En 1852, el Diario de Varsovia, 'Gazeta Warszawska', publicó un extracto de sus memorias y varias décadas más tarde, en 1891, apareció otro extracto en Kronika Rodzinna - la Crónica Familiar. Hasta ahora, sus memorias no han sido publicadas en su totalidad.

### Obras notables
1. Trois nouvelles, publiées par une Polonaise, Varsovia 1821
2. Suite des Trois nouvelles, publiées par une Polonaise, Varsovia 1821
3. Obraz warszawskiego społeczeństwa w dwóch powieściach, powst. przed 31 grudnia 1830 , publ. . Poznan 1842,
4. Aniela, czyli ślubna obrączka. Powiesć narodowa, Varsovia 1831; traducido del francés: Angélique ou l'anneau nupcial. Nueva polonesa. Episodio de la última revolución. Publicado por Adolphe conde de Krosnowski, París 1833 (2 ediciones); una traducción alemana y otra en italiano: L'Anello. Episodio della revoluzione polacca del 1830 w: Novelle polacche di diversi autori, Milán 1863 "Biblioteca Nuova" nr 19
5. Powstaniec litewski. Obraz romantyczny z czasów rewolucji w Polsce 1831 r., polvo 1832, wyd. Leipzig 1845, (wyd. pod pseudonimem: pani T...ka – który Estreicher odczytuje jako: pani T(rza)ska )
6. Odwiedziny babuni, czyli powieści dla zabawy grzecznych dzieci, Varsovia 1833–1834; wyd. 2: T. 1–2, Varsovia 1833–1834
7. Wody karlsbadzkie. Powieść z wydarzeń towarzyskich, powst 1834, (wymienia ją Skimbirowicz)
8. Młodość Kopernika, "Jutrzenka" 1834, przedr. I. Polkowski w: Kopernikijana t. 3, Gniezno 1875; una traducción al francés de Leonardowa Chodźkowa, La Pologne historique, littéraire, monumentale et illustrée, París 1839–1841, s. 227–234; przekł. polski z tego tłumaczenia ogł. noworocznik "Niezabudka" (Petersburgo) 1844
9. Margarita de Zembocin, "Revue du Nord" 1835
10. Wspomnienia z podróży po Szwajcarii i Tyrolu w roku 1837, "Przyjciel Ludu" 1838; rękopis: Biblioteka PAN Kraków, sygn. 1289
11. Czarna mara. Powiesć historyczna. Kronika albaego zamku książąt mazowiekich, polvo 1838, wyd. Varsovia 1841; wyd. następne: Gródek 1890; Varsovia 1898
12. Wspomnienia z czasów pruskich i Księstwa Warszawskiego (1792–1830), powst. około roku 1840; fragm.: Wyjątki z pamiętników współczesnych, ogł. J. Korzeniowski, "Gazeta Warszawska" 1852, nr 197-219; Ze wspomnień wojewodziny Nakwaskiej, "Kronika Rodzinna" 1891, nr: 4, 109, 135, 169, 197, 258, 293, 335, 356; rękopis był w posiadaniu S. Wasylewskiego; (F. Skarbek osnuł na tych wspomnieniach powieść: Pamiętniki Seglasa; wykorzystał je także J. Falkowski w: Obrazy z życia kilku ostatnich pokoleń w Polsce t. 1–5, Poznań 1877–1887
13. Niedzielne wieczory starego stolarza. Powieści dla rzemieślników, Leszno 1843; wyd. 2 Leszo 1858
14. Otton i Berta, "Pielgrzym" 1844, t. 1
15. Chrzestna matka w koronie, czyli pierwsze róże, "Pielgrzym" 1844, t. 2
16. Wspomnienia krótkiej podróży 1844 r. do Śląska, "Pielgrzym" 1845, t. 1–2
17. Testamento. Powiesć, niewydana, (inform. G. Korbut).

Publicó sus escritos en revistas polacas como: "Jutrzenka" (1834), "Pamiętnik Warszawski" O przyczynach oziębłości mężczyzn dla kobiet, 1819; Krótki rzut oka na teraźniejsze wychowanie Polek, przez Polkę, 1820 – przedr. J. Sowiński: O uczonych Polkach, Warszawa 1821, s. 122), "Pielgrzym" (1844–1845), "Pierwiosnek" (1840–1843), "Przyjaciel Ludu" (1838), "Revue du Nord" (1835).

### Traducciones
- M. Wirtemberska: Malvian, ou l'instinct du coeur. Traduit du polonais par une Polonaise t. 1-2, Varsovia 1817; ed. 2: La Polonaise, ou l'instinct du couer... t. 1–2, París 1822.

### Cartas
1. Ftpm M. Radziwiłł (más tarde Krasińska) de 1794 a 1802, To T. y E. Rastawiecki en los años 1807 a 1815;[2]
2. Cartas de 1799 a 1830, en el archivo de la familia Rastawiecki;[3]
3. A su hermana, T. Rastawiecka, de 1806 a 1816 (en francés).[4]
4. A su hermana, T. Rastawiecka, en 1808.[5]